# Pierrots de Brighton
Les Pierrots de Brighton est une peinture à l'huile sur toile mesurant 63,5 × 76,2 cm de 1915 réalisée par Walter Sickert. Elle représente une représentation de théâtre en plein air.
L'artiste a peint deux versions du sujet. La première est aujourd'hui au Ashmolean Museum d'Oxford. La seconde, dans la collection de la Tate Britain, a été commandée par l'avocat William Jowitt et sa femme. Les peintures sont pratiquement identiques à de petites variations de composition et d'apparence.

## Description
Dans le tableau, les Pierrots sont vus de côté et légèrement de dos. On distingue quelques visages de spectateurs ainsi que des transats vides. Le ciel rouge du soir est éclatant, figurant un incendie ou un feu lointain.

## Analyse
Né en 1860, Sickert était trop vieux pour s'enrôler ou être conscrit en 1914. Il vit la Première Guerre mondiale à distance et peint en 1915 les troublants Pierrots de Brighton. Brighton à cette époque est une ville de vacances sans aucune impression de vacances ; les jeunes hommes sont absents et le bruit lointain des coups de feu peut être entendu de l'autre côté de la Manche. Le sujet de la peinture de Sickert est une tentative de « Keep Merry and Carry on » (« Continuez à vous amuser »), assombrie par un air de désespoir.